# Rošpoh (gmina Maribor)
Rošpoh – wieś w Słowenii, w gminie miejskiej Maribor. W 2018 roku liczyła 776 mieszkańców. 